# Station Nysted
Station Nysted is een voormalig station in Nysted, Denemarken. Het station was het eindpunt van de Stubbekøbing-Nykøbing-Nysted Banen (SNNB).

## Geschiedenis
Het eerste deel van de SNNB, van Nykøbing naar Nysted, werd op 15 december 1910 geopend. Het stationsgebouw van Nysted werd in 1911 gebouwd naar een ontwerp van architect H.C. Glahn. Op 26 mei van dat jaar kwam de gehele spoorlijn gereed en werd deze feestelijk geopend.
Het emplacement omvatte enkele sporen, een goederenloods, een locomotiefloods en een draaischijf. Naast het stationsgebouw stond het postkantoor. Vanaf station Nysted liep er nog een spoor richting de haven van Nysted.
Op 27 mei 1961 werd het personenvervoer gestaakt tussen Nykøbing en Nysted. In maart 1966 kwam er ook een einde aan het goederenvervoer. Het stationsgebouw is bewaard gebleven.